# Barachois (Percé)
Pour les articles homonymes, voir Barachois.
Barachois (déjà appelé Saint-Pierre-de-la-Malbaie No 1) est une localité faisant partie, depuis 1971, de la ville de Percé, au Québec (Canada).

## Toponymie
Il tire son nom du barachois de Malbaie, situé à l'embouchure des rivières Malbaie, Beattie, du Portage et Murphy,.
L'usage le plus ancien du toponyme du village est indiquée dans un rapport de voyage de 1676, rédigé par le sieur Courcelle(s), lieutenant de vaisseau français. En sus, le toponyme est inscrit sur une carte du pilote basque Detcheverry de 1689.
L'interprétation du terme Barachois (terme provenant du basque barratxoa, "La petite barre") peut varier selon les sources:
- un petit port situé derrière un long banc de sable émergé[5];
- un banc de sable qui s’avance dans la mer à l’embouchure d’une rivière, créant ainsi des baies ou des lagons pouvant servir d’abri à de petites embarcations[6].;
- une sorte de lagune ou étang voisin de la mer dont il n’est séparé que par une barre ou une chaussée de sable et de gravier parfois percée d’ouvertures[7].

## Géographie
Le village se situe au nord d'un banc de sable long de 10 km, près du goulet. Le barachois s'est constitué par l'accumulation de sédiments provenant du courant à l'embouchure des rivières Malbaie, Beattie, Portage et Murphy face au courant de la mer en direction contraire.
Dans le village, il y a aussi la petite gare de Barachois.

## Histoire
En 1860, a été constitué canoniquement la municipalité de Saint-Pierre de la Malbaie.
Elle est scindée en deux municipalités en 1876. Au sud-ouest se trouve Saint-Pierre-de-la-Malbaie No. 1 (qui prendra par la suite le nom de Barachois) alors qu'au nord-est se trouve Saint-Pierre-de-la-Malbaie No. 2, qui deviendra Saint-Georges-de-Malbaie.
En 1933, Bridgeville se détache de Saint-Pierre-de-la-Malbaie No. 1.
En 1953, le nom de Saint-Pierre-de-la-Malbaie No. 1 est modifié pour "Barachois", conformément à l'usage populaire.
Le 1er janvier 1971, Barachois, Bridgeville, Cap-d'Espoir, Percé, Saint-Georges-de-Malbaie et Val-d'Espoir sont fusionnés sous la désignation de Percé.

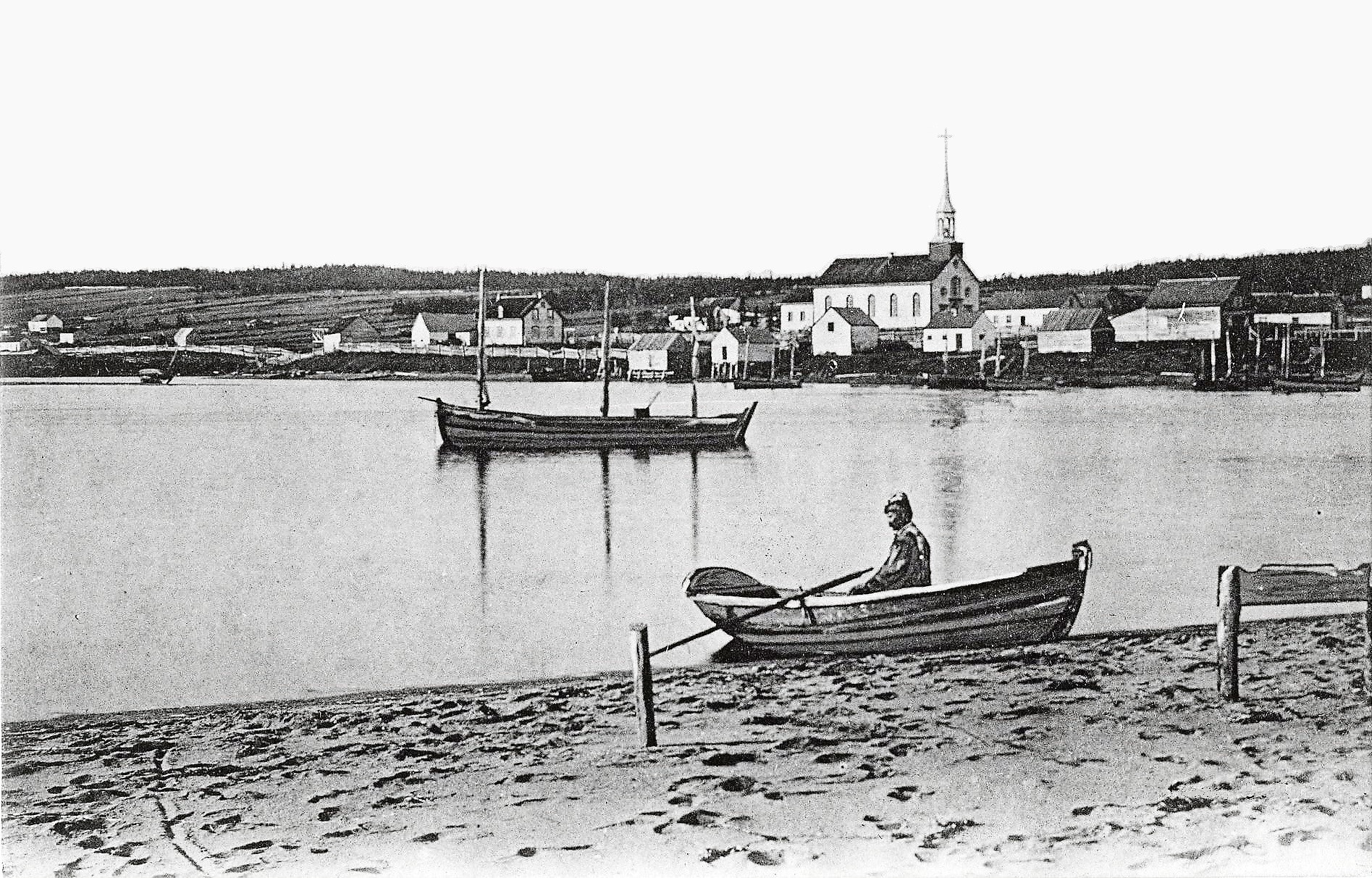
Saint-Pierre de la Malbaie, vers 1900
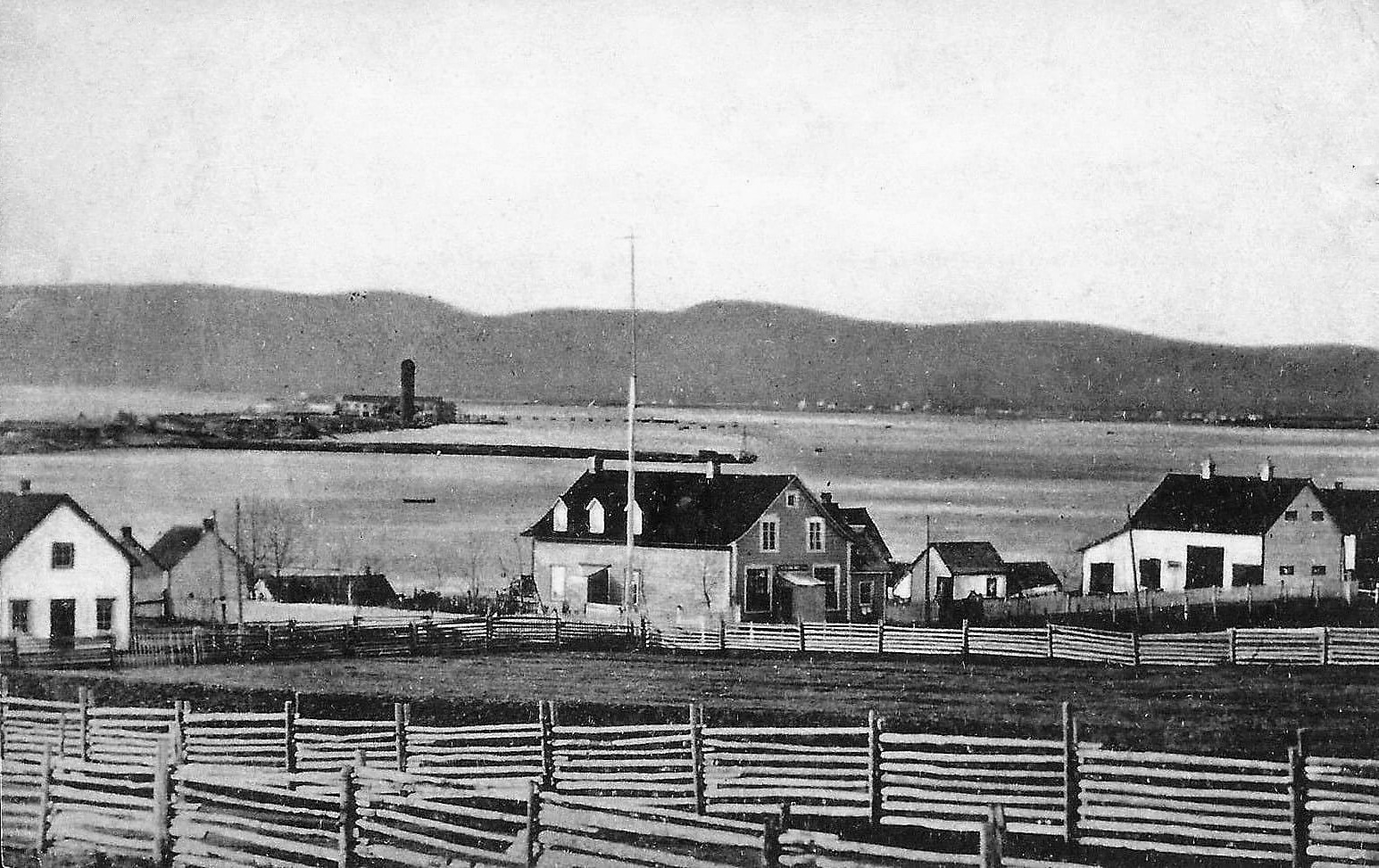
Village, vers 1915
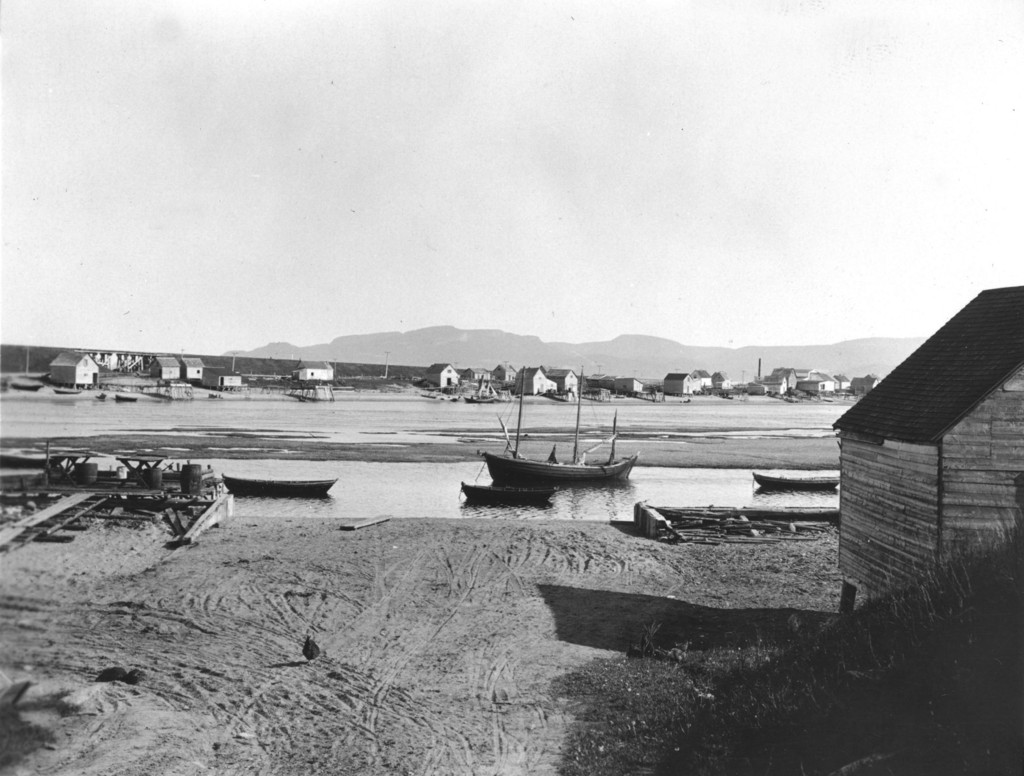
Établissement de pêche, 1917
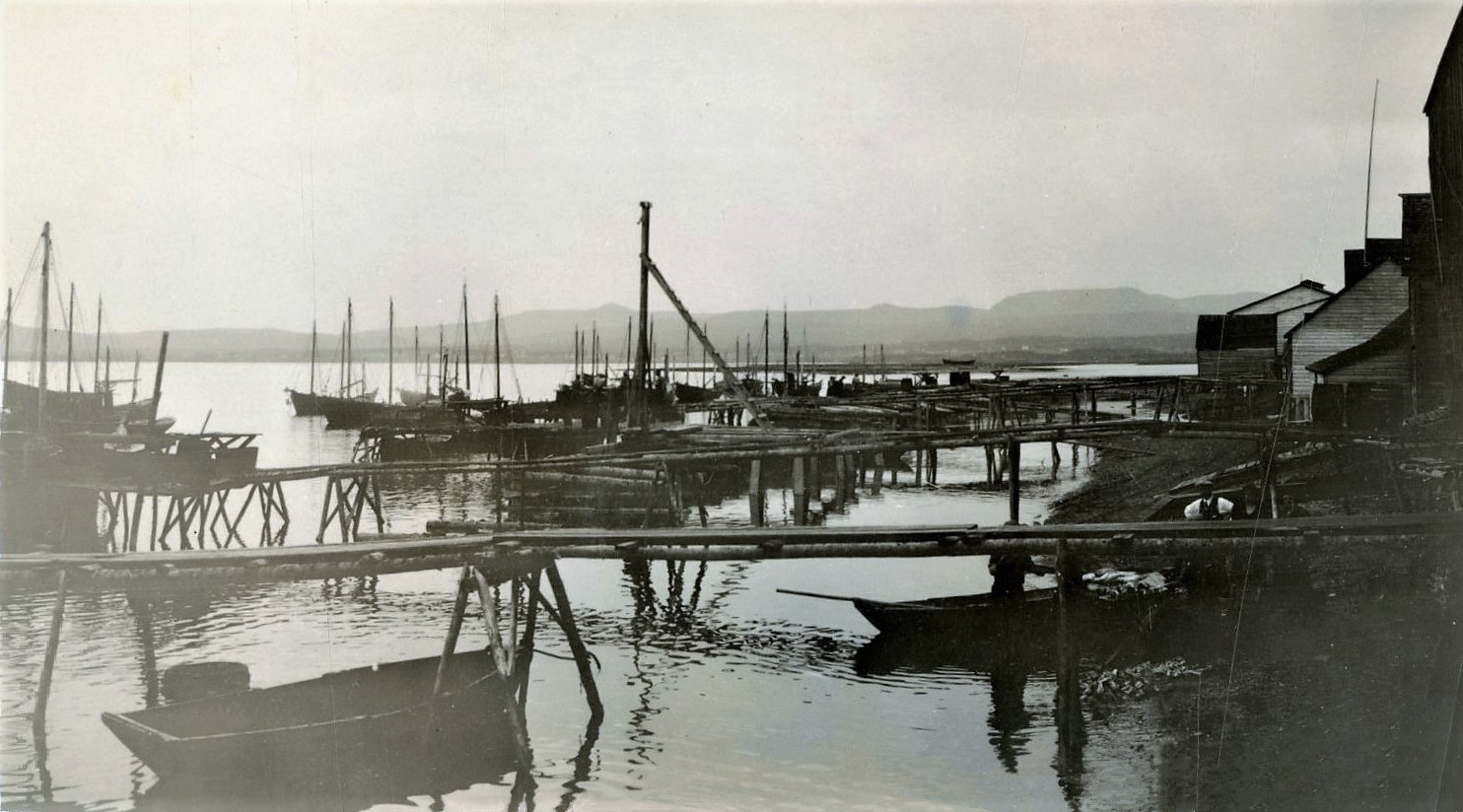
1931

## Démographie
Le tableau ci-dessous présente la démographie de 1861 à 1966.
De 1861 à 1911, les statistiques sont pour la population du canton de Malbaie dans son ensemble.
En 1921 et 1931, les statistiques sont pour chacune des 2 municipalités (No 1 et No 2). Barachois correspond au No 1.
De 1941 à 1966, les statistiques sont pour les 3 municipalités ; Bridgeville s'étant détachée de Barachois.
À partir de 1971, voir : Percé.
| Année | Municipalité                    | Population |
| ----- | ------------------------------- | ---------- |
| 1861  | Malbaie                         | 1 077      |
| 1871  | Malbaie                         | 1 387      |
| 1881  | Saint-Pierre de la Malbaie      | 1 545      |
| 1891  | Malbaie                         | 1 827      |
| 1901  | Malbaie                         | 1 993      |
| 1911  | Malbaie                         | 2 428      |
| 1921  | Malbaie No 1                    | 1 241      |
| 1921  | Malbaie No 2                    | 1 270      |
| 1931  | Saint-Pierre-de-la-Malbaie No 1 | 1 422      |
| 1931  | Saint-Pierre-de-la-Malbaie No 2 | 1 300      |
| 1941  | Saint-Pierre-de-la-Malbaie No 1 | 1 010      |
| 1941  | Bridgeville                     | 810        |
| 1941  | Saint-Pierre-de-la-Malbaie No 2 | 1 318      |
| 1951  | Saint-Pierre-de-la-Malbaie No 1 | 915        |
| 1951  | Bridgeville                     | 1 016      |
| 1951  | Saint-Pierre-de-la-Malbaie No 2 | 1 232      |
| 1956  | Barachois                       | 887        |
| 1956  | Bridgeville                     | 1 061      |
| 1956  | Saint-Pierre-de-la-Malbaie No 2 | 1 333      |
| 1961  | Barachois                       | 779        |
| 1961  | Bridgeville                     | 1 015      |
| 1961  | Saint-Pierre-de-la-Malbaie No 2 | 1 164      |
| 1966  | Barachois                       | 571        |
| 1966  | Bridgeville                     | 1 018      |
| 1966  | Saint-Pierre-de-la-Malbaie No 2 | 1 082      |

## Attraits

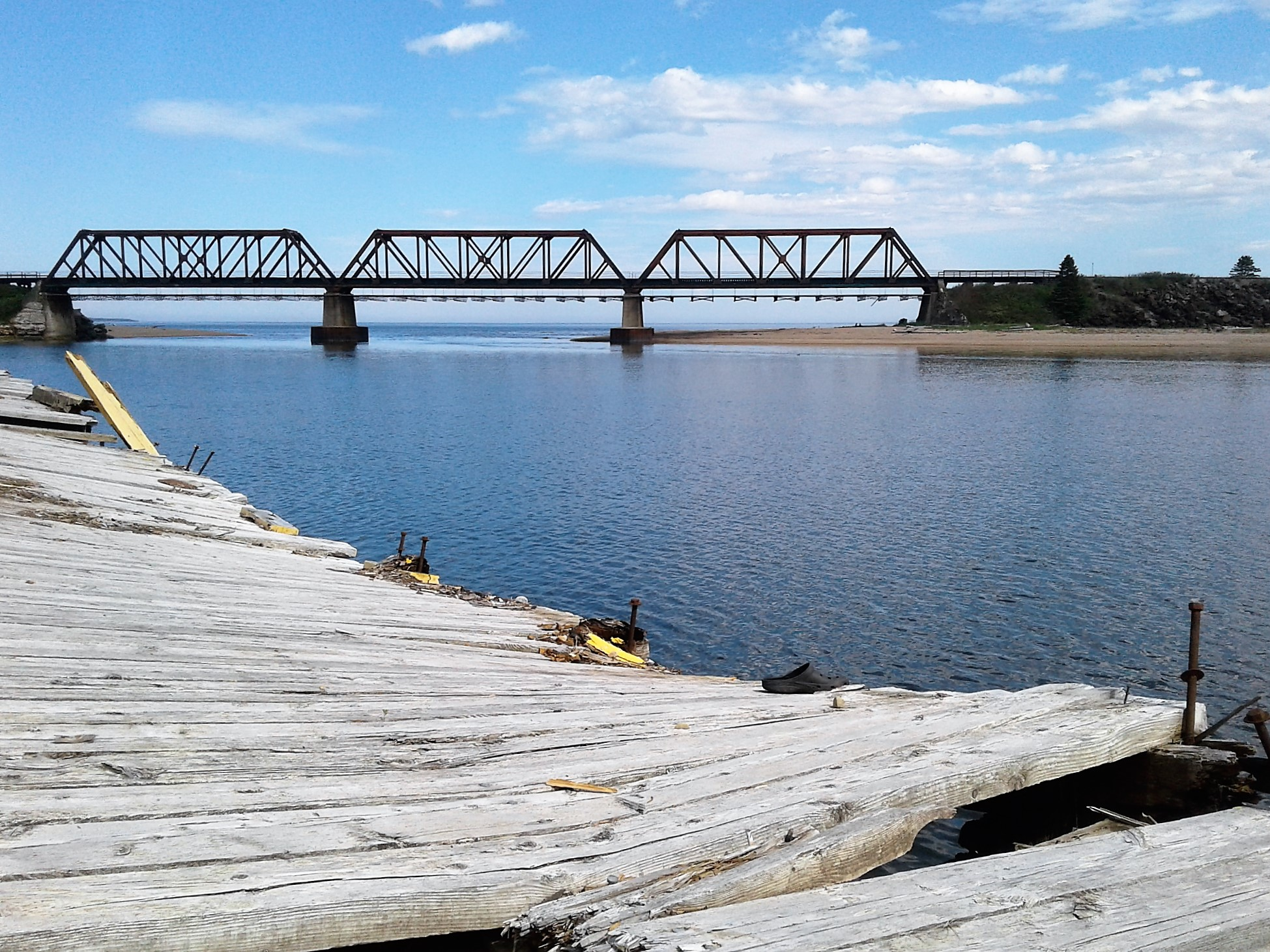
Pont sur le goulet du Barachois

À Barachois, les visiteurs peuvent admirer le panorama sur la baie et le barachois, en empruntant le rang du Coteau, juste à côté du pont ferroviaire. Ils y verront de fort jolies résidences et un centre d'information ornithologique ouvert durant tout l’été. 
La Galerie d'art Gilles Côté, située en bordure de mer, permet de voir des œuvres de cet artiste peintre. À l'occasion, la Biennale Barachois In Situ propose des sculptures, installations et interventions en plein air.